# MF (Neurenberg)
MF is een historisch merk van motorfietsen.
De bedrijfsnaam was: Motorfahrzeugfabrik Max Fischer, Nürnberg-Johannis.
MF was een Duitse firma die motorfietsen leverde met 492cc-BMW-boxermotoren en 347- en 497cc-Blackburne-eencilinder zijklepmotoren.
De productie begon in 1922 met BMW-motoren, maar toen BMW in 1923 zelf motorfietsen ging produceren stopte de verkoop van inbouwmotoren aan derden. Waarschijnlijk was dat het moment dat MF overschakelde op de Britse Blackburne-motoren. In die jaren begonnen hondenden kleine bedrijfjes in Duitsland motorfietsen te produceren, vooral gericht op de behoefte aan goedkoop vervoer na de Eerste Wereldoorlog. De overlevingskansen voor die merken waren zo klein dat er in één jaar (1925) meer dan 150 verdwenen. Dat gebeurde ook met de Motorfahrzeugfabrik Max Fischer.